# Workum

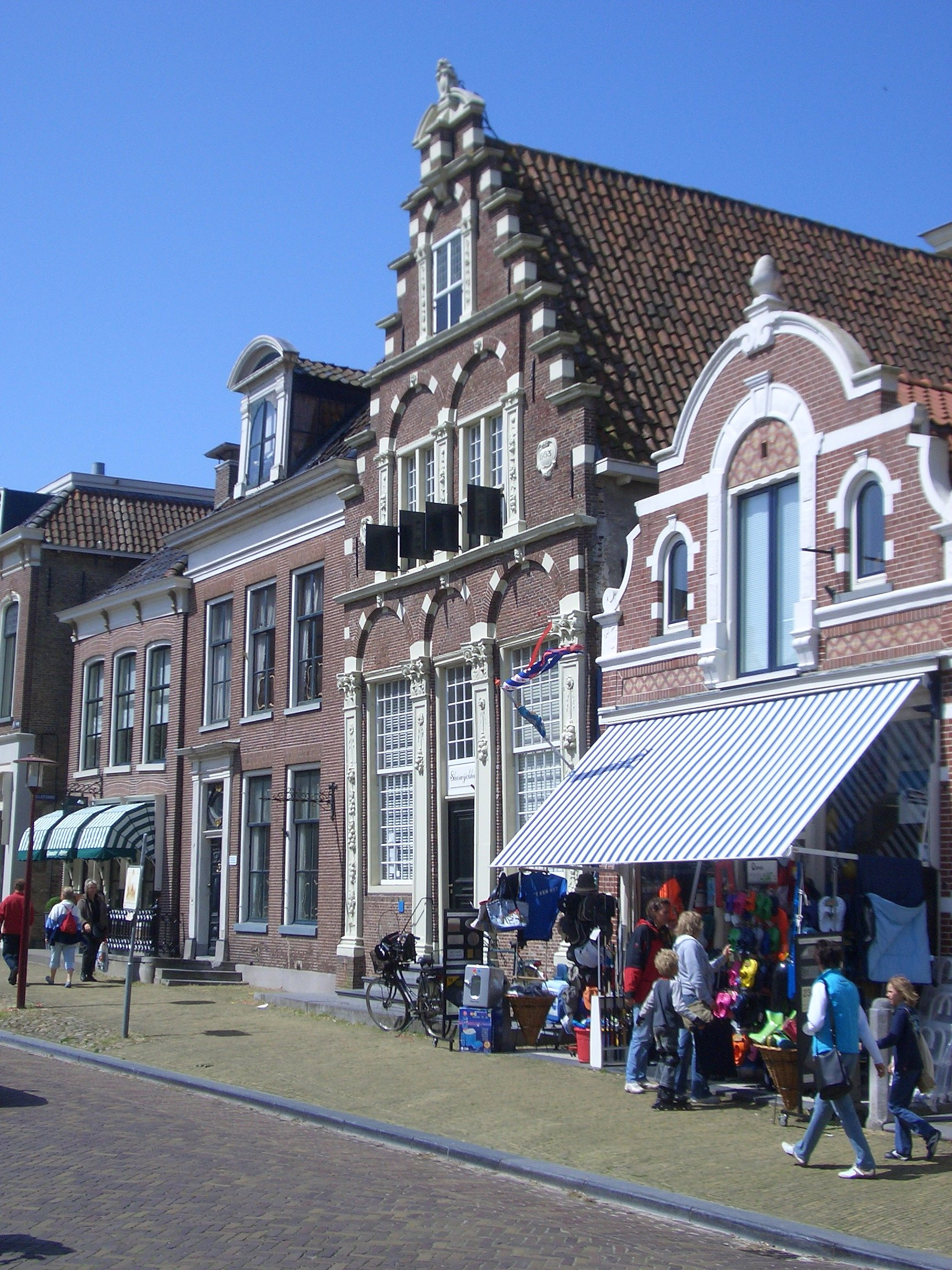
Edifici nella strada principale di Workum

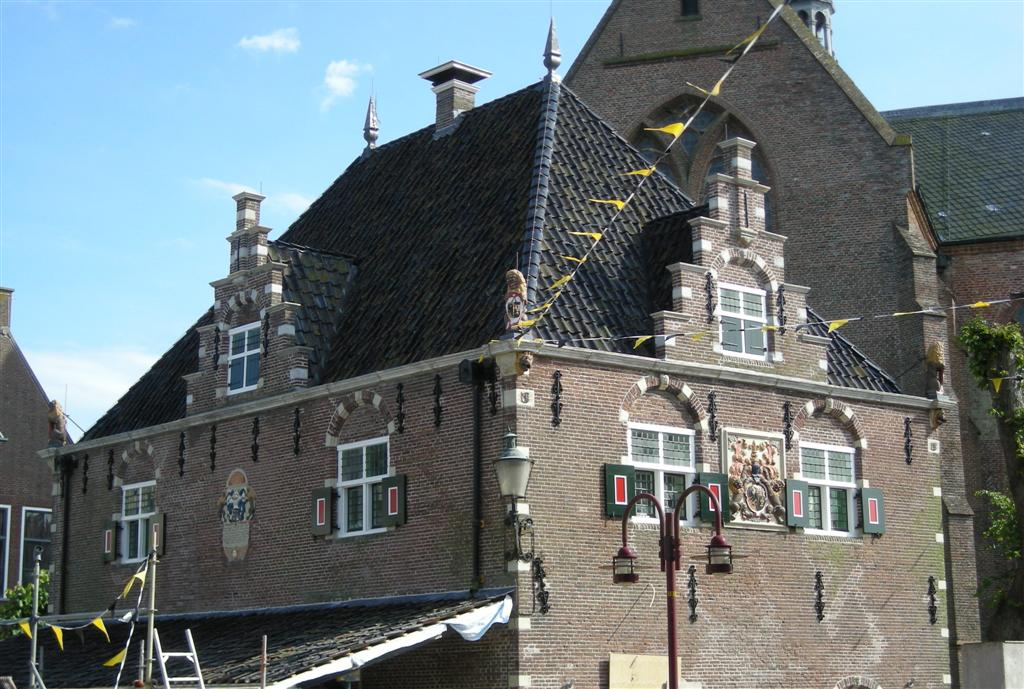
Workum: la Waag

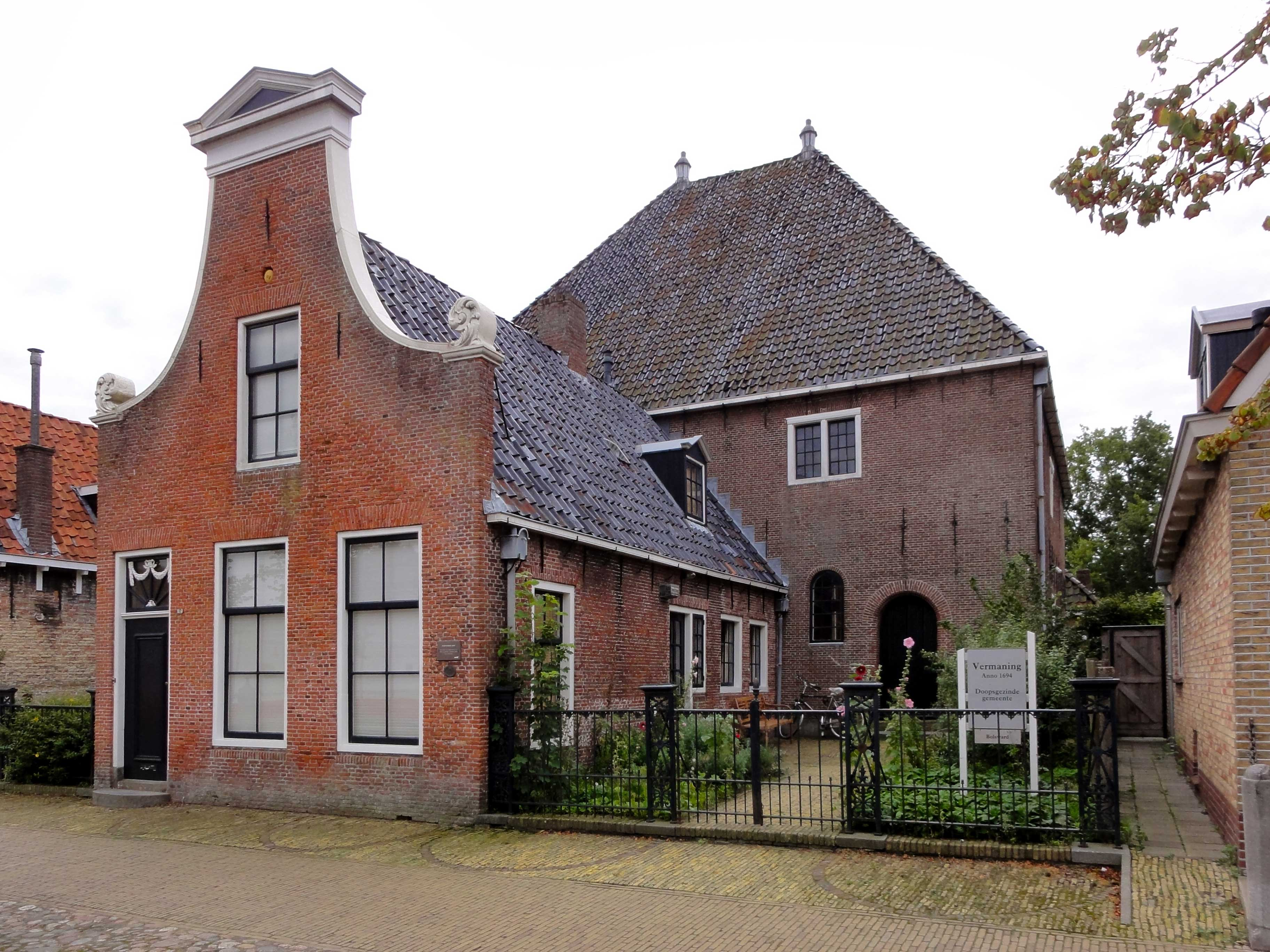
Chiesa a Workum

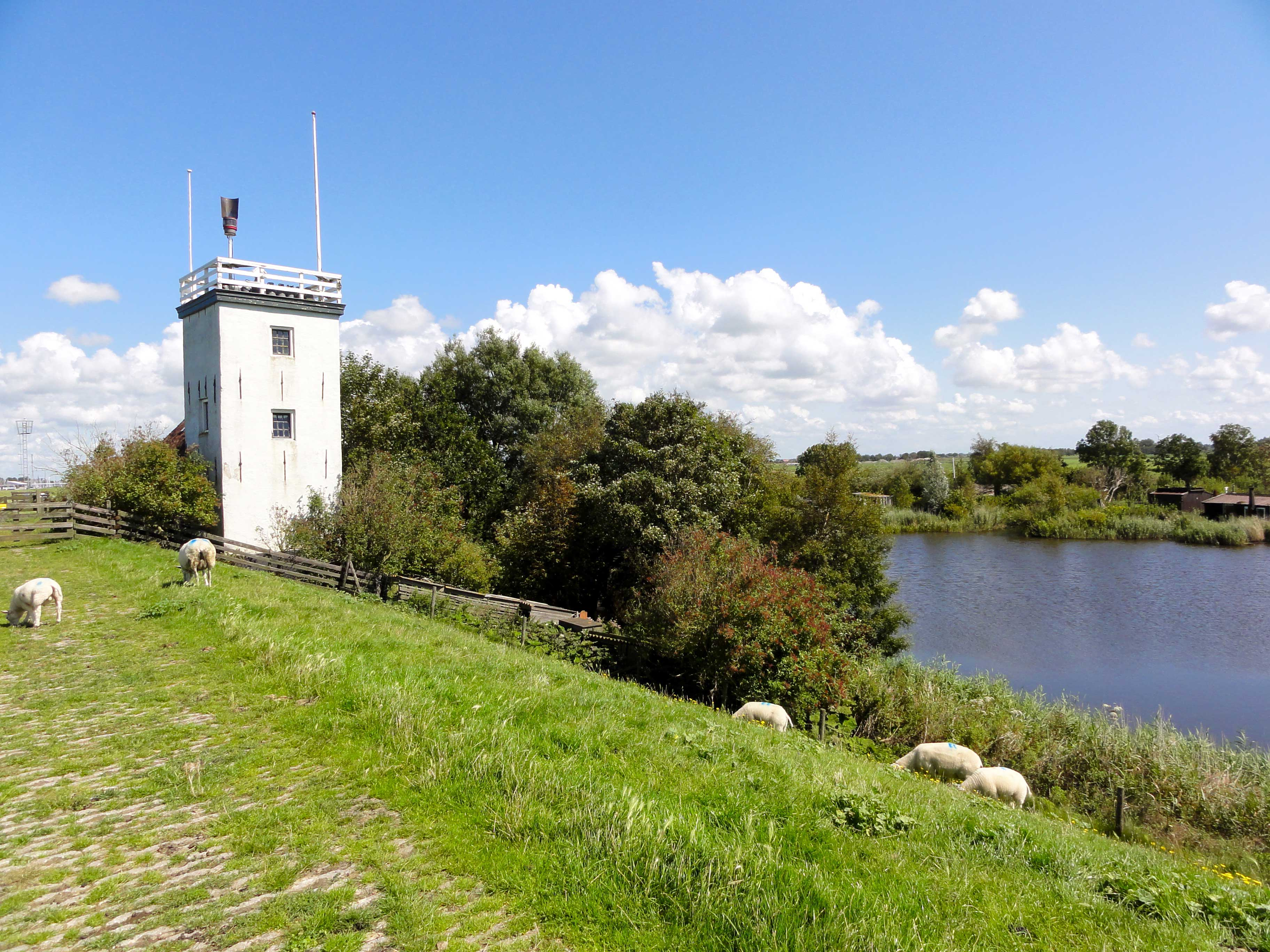
Il faro di Workum

Workum (in lingua frisone: Warkum) è una cittadina di circa 4 000 abitanti del nord-est dei Paesi Bassi, situata lungo la costa sud-occidentale della Frisia (quella che si affaccia sull'IJsselmeer, l'ex-Zuiderzee); dal punto di vista amministrativo, si tratta di un ex-comune, dal 1984 accorpato al comune di Nijefurd, comune a sua volta inglobato nel 2011 nella nuova municipalità di Súdwest-Fryslân. È una delle più antiche città della Frisia.
Un tempo la località era un importante porto per la pesca delle aringhe.

## Geografia fisica

### Collocazione
Workum si trova tra le località Hindeloopen e Makkum (rispettivamente a nord della prima e a sud della seconda), a circa 22 km ad est/sud-est di Sneek e a circa 15 km a nord di Stavoren.
La località è ora situata in posizione leggermente più interna rispetto alla costa che si affaccia sull'IJsselmeer e si trova di fronte all'area naturale nota come Workumerwaard (in frisone: Warkumerwaard).
Un tempo a Workum scorreva il fiume Wijmerts, ora interrato.

## Storia
Workum ottenne nel 1399 lo status di città, che le fu concesso dal conte Albrecht van Beieren.

## Stemma
Lo stemma di Workum è di colore giallo e nero con corona, con un'aquila di color nero sul lato destro giallo e tre gigli di colore giallo sul lato destro di colore nero.
Lo stemma è noto sin dal XV secolo, quando era raffigurato in alcuni francobolli.
|  |

## Architettura
La via principale, la Hoofdstraat, sorge dove un tempo scorreva il fiume Wijmerts.

### Waag
Sul Markt, la piazza principale, si erge l'ex-pesa pubblica (Waag), risalente al 1650.
La Waag ospita ora il Museum Warkums Erfskip, un museo di storia cittadina che espone costumi tradizionali, ceramiche, merletti, ecc.

### Sint Gertrudiskerk
Altro edificio d'interesse è la Sint Gertrudisskerk ("Chiesa di Santa Geltrude"), la più grande chiesa medievale a croce greca della Frisia.

### Mulino De Snip
Un altro edificio d'interesse è il mulino De Snip, la cui data di costruzione non è conosciuta.

### Museo Jopie Huisman
A Workum ha sede inoltre lo Jopie Huisman Museum ("Museo Jopie Huisman"), un museo inaugurato nel 1992 e dedicato ad uno dei cittadini illustri di Workum, l'artista Jopie Huisman.

### Museum voor Kerkelijke Kunst
Un altro museo di Workum è il Museum voor Kerkelijke Kunst, un museo di arte ecclesiastica.

## Sport
Workum è una delle undici città della Frisia comprese nel percorso della Elfstedenstocht.